# Main Street America

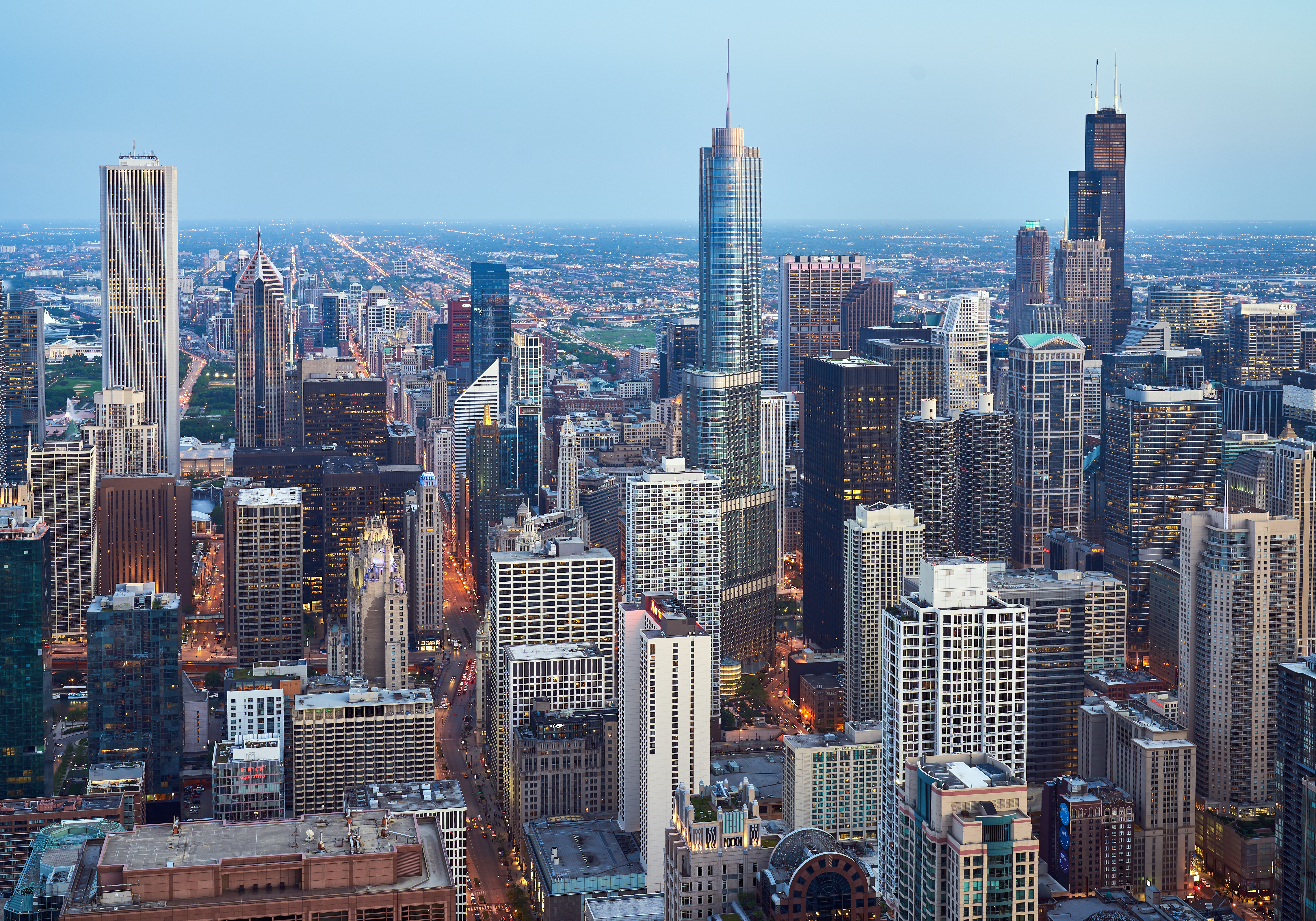
Vue sur le centre de Chicago

« Main Street America », ou « Grande Rue américaine », est une expression qui désigne l'espace transfrontalier mégalopolitain qui s'étend des rives occidentales du lac Michigan aux États-Unis jusqu'à l'estuaire du Saint-Laurent au Canada.

## Définition
Long de près de 3 000 kilomètres, cet espace comprend, d'ouest en est, les agglomérations de Milwaukee, Chicago, Détroit, Toronto, Cleveland, Ottawa, Montréal et Québec et totalise environ 65 millions d'habitants. Ainsi, deux tiers des Canadiens et 16 % des Américains vivent dans cette région industrielle fortement urbanisée, plus récemment désignée sous l'appellation ChiPitts.
Tournées dans un premier temps vers l'extraction du charbon et du minerai de fer, les deux régions situées de part et d'autre de la frontière ont développé une puissante industrie lourde financée par des capitaux américains liés notamment aux secteurs de la sidérurgie ou de la construction automobile. Malgré les crises économiques, il s'y réalise encore, au début du XXIe siècle, les deux tiers de la production industrielle canadienne et plus du quart de celle des États-Unis en 2006.
Le développement d'une région transfrontalière intégrée est plus récent. En effet, jusqu'à la conclusion des accords de l'ALENA, le Canada a cherché à protéger son industrie de la concurrence de son voisin. Depuis, les deux économies sont très dépendantes l'une de l'autre.